# Castellar de n’Hug
Castellar de n'Hug – gmina w Hiszpanii, w prowincji Barcelona, w Katalonii, o powierzchni 46,83 km². W 2011 roku gmina liczyła 175 mieszkańców.